# Larz Friberg
Larz Vilhelm Friberg, född 10 april 1918 i Stockholm, död 2 oktober 2002 i Årjäng, var en svensk tecknare och skulptör.
Han var son till revisorn David Friberg och Ester Wirström och från 1942 gift med Inez Reuter. Friberg studerade vid Edvin Ollers målarskola och Tekniska skolan i Stockholm. Han medverkade i utställningar med Dalslands konstförening och Nationalmuseums Unga tecknare 1948-1952. Hans konst består av vildmarksmotiv med djur och jaktscener. Som illustratör medverkade han i jakttidskrifter, jultidningar och böcker. Friberg är representerad vid Värmlands museum, Gustav V:s samling på Solliden, Karlstad kommun och Lidingö kommun.